# Regimiento Reforzado n.º 5 "Lanceros"
El Destacamento Acorazado N.º 5 Lanceros es una unidad militar localizada en la localidad de Puerto Natales, Región de Magallanes y Antártica Chilena. Fundado en el año 1938, es dependiente de la V División del Ejército de Chile.
El Regimiento Lanceros fue fundado como Regimiento de Caballería n.º 5 "Lanceros", cambiando su denominación el 1 de enero de 2003 por medio de un decreto supremo, adoptando una organización acorde con el profundo proceso modernizador llevado adelante por el Ejército de Chile.
Su epónimo es el héroe de la Guerra del Pacífico, General de División Sofanor Parra Hermosilla.
Este Regimiento quedó conformado por:
- Grupo de Caballería Blindada n.º 5 "Lanceros".
- Batería de Artillería n.º 12 "Magallanes".
- Compañía de Infantería
- Unidad cuartel

Cada 30 de septiembre se conmemora un nuevo aniversario del Regimiento. La fecha recuerda la primera orden emitida por el Capitán Héctor Baeza para dar inicio al año militar de la recién creada unidad en la guarnición de Puerto Natales (1938). Esta fecha conmemora un hito dentro de la historia del Regimiento y la vincula, prácticamente desde sus inicios, con la historia y desarrollo de la comunidad natalina de la provincia de Última Esperanza.
Actualmente, y producto del plan de reorganización del Ejército de Chile, denominado Plan Orca 2016 - 2020, se ha cambiado su denominación al de "Destacamento Acorazado N° 5 Lanceros".
Desde el año 2016 cuenta con una de las estaciones de declinación magnética más avanzadas de Sudamérica. 
- Datos: Q12201069